# Bucharahirsch
Der Bucharahirsch (Cervus hanglu bactrianus) oder Baktrische Rothirsch ist eine Unterart des China-Rothirschs (Cervus hanglu). Er ist in Zentralasien verbreitet und galt ursprünglich als Unterart des Rothirschs (Cervus elaphus).

## Beschreibung
Der Bucharahirsch erreicht eine Länge von 210 cm; die Widerristhöhe beträgt 120 cm. Der Schwanz ist 22 cm lang. Sein Gewicht beträgt zwischen 120 und 200 kg. Die Fellfarbe variiert von rötlichbraun im Sommer bis gräulich im Winter. Schwanz und Spiegel sind weißlich. Bei den Weibchen ist ein schwaches Fleckenmuster zu erkennen. Die Jungtiere sind auffällig gefleckt. Die Beine sind recht kurz. Das gelbliche Geweih ist nicht so stark ausgeprägt wie bei seinen europäischen Verwandten. Es hat eine einfache lange Endgabel und die Eissprosse ist nicht vorhanden.

## Verbreitung, Unterartstatus und Lebensraum
Sein früheres Verbreitungsgebiet umfasste Turkmenistan, das Amu-Darja-Gebiet im Dreiländereck Afghanistan, Usbekistan (Kaschkadarja, Samarqand) und Tadschikistan sowie die Syr-Darja-Region in Kasachstan. Für Afghanistan liegen aufgrund des Krieges keine aktuellen Zahlen vor. Sein Lebensraum sind Uferlaubwälder, Auwälder und Halbwüsten.
Der Jarkenthirsch (Cervus hanglu yarkandensis), der manchmal mit dem Bucharahirsch als identisch angesehen wird, war bereits für ausgestorben erklärt. Inzwischen weiß man aber von etwa 5000 lebenden Tieren im Tarimbecken. Diese Unterart gilt als stark gefährdet.

## Lebensweise
Nach einer Tragzeit von 238 bis 245 Tagen wird gewöhnlich ein Kalb geboren. Seine Nahrung besteht aus Gräsern, Kräutern und Laub.

## Systematik
Der Bucharahirsch stellt eine Unterart des China-Rothirschs (Cervus hanglu) aus der Gattung der Edelhirsche (Cervus) dar. Der China-Rothirsch wiederum enthält als weitere Unterarten den Jarkenthirsch (Cervus hanglu yarkandensis) und den Kaschmirhirsch (Cervus hanglu hanglu). Lange Zeit galt der Bucharahirsch als Unterart des Rothirschs (Cervus elaphus). Vor allem im Verlauf des 20. Jahrhunderts wurde der Rothirsch gemeinsam mit den Wapiti innerhalb der Art Cervus elaphus vereinigt. Diese Art hätte eine kontinuierliche Verbreitung von Eurasien bis Nordamerika aufgewiesen. Als Beleg für diese Ansicht galt unter anderem, dass diese Hirsche in der Lage waren, untereinander zeugungsfähigen Nachwuchs zu zeugen. DNA-Studien zeigen, dass die Rothirsche in zwei Kladen aufzuteilen sind, eine westliche mit dem Rothirsch (Cervus elaphus) aus Europa, Nordafrika und Kleinasien sowie eine östliche Gruppe mit den Wapitis (Cervus canadensis) aus Ostasien und Nordamerika. Die mittelasiatischen Rothirsche mit dem Buchara- und dem Jarkenthirsch sind näher mit den westlichen Rothirschen verwandt, bilden jedoch eine ursprüngliche Untergruppe. Beide Hirschformen sind nach diesen Studien nahe verwandt und könnten möglicherweise auch zu einer einzigen Art zusammengefasst werden, die aufgrund der Namenspriorität Cervus yarkandensis genannt werden müsste. Die Abspaltung der Vorfahren der beiden Hirschformen von den anderen Vertretern der westlichen Rothirsche erfolgte vor rund 3 Millionen Jahren. Im Jahr 2011 hob eine Revision der Hirsche, die von Colin Peter Groves und Peter Grubb erarbeitet worden war, den Bucharahirsch und den Jarkenthirsch jeweils in den Artstatus. Vier Jahre später erbrachte eine weitere genetische Studie, dass der Kaschmirhirsch ebenfalls in die nahe Verwandtschaft mit dem Buchara- und Jarkenthirsch gehört (ursprünglich wurde er zu den Wapitis gezählt). Unter der Voraussetzung, dass diese drei Hirscharten eine einzige Art bilden, trägt diese dann die Bezeichnung Cervus hanglu. Als deutscher Trivialname für die umfassende Art wurde „China-Rothirsch“ vorgeschlagen (wobei die Bezeichnung ursprünglich 2011 ein Artkonstrukt aus Kaschmirhirsch und ostasiatischen Wapitis meinte).

## Gefährdung

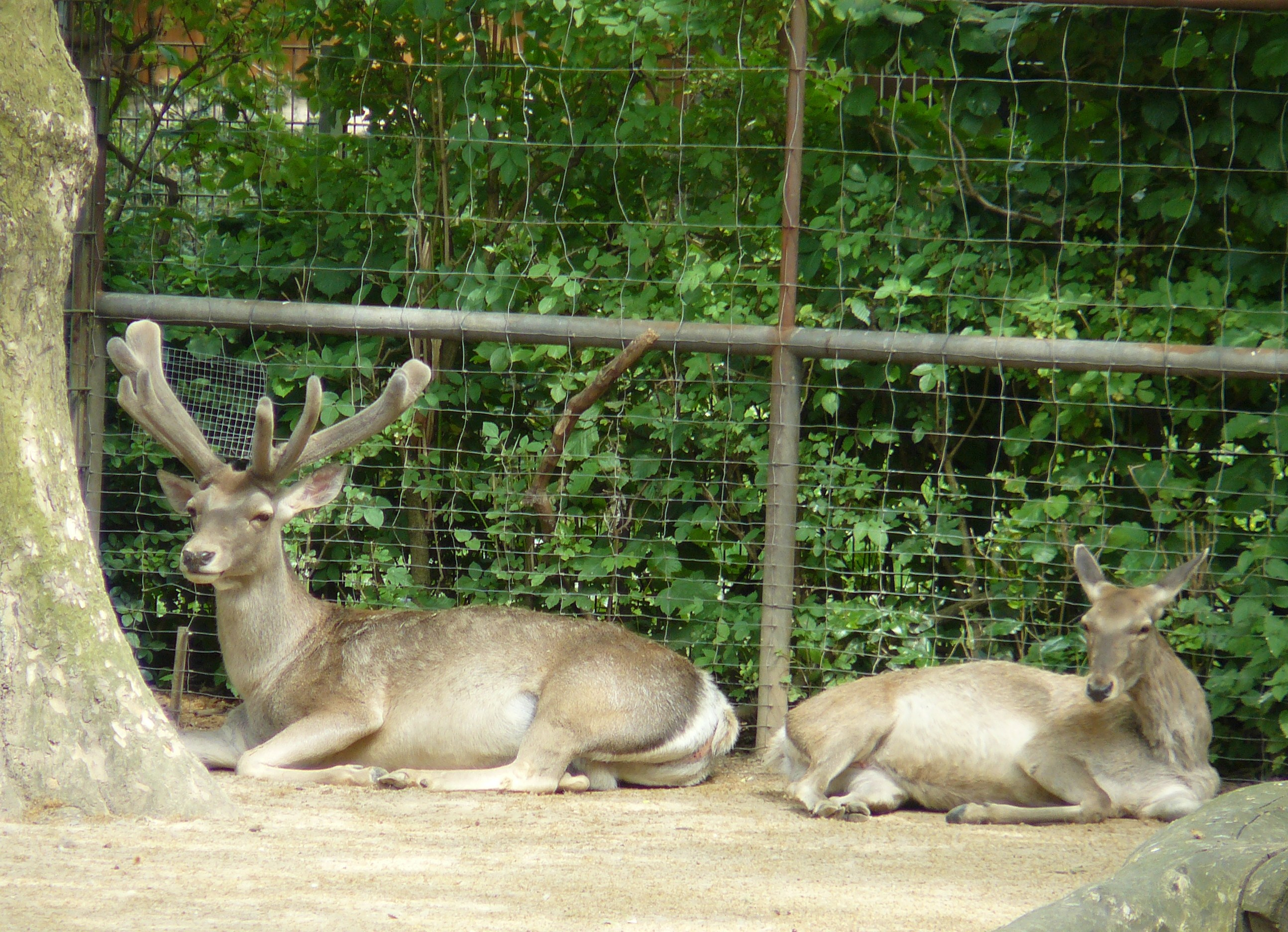
Bucharahirsche

Früher war er in den Überschwemmungsgebieten in Afghanistan, Kasachstan, Tadschikistan, Turkmenistan und Usbekistan weit verbreitet. Zu seinen natürlichen Feinden zählte der Kaspische Tiger. Zerstörung der Auwälder und Trophäenjäger haben die Bestände stark schrumpfen lassen. Der absolute Tiefpunkt der Bestandszahlen wurde in der Mitte der 1960er Jahre erreicht. Damals waren nur noch etwa 300–400 Tiere übrig. Abgesehen von einigen winzigen Restpopulationen war die Unterart damals auf das Tigrowaja-Balka-Naturreservat und das Aral-Paigamba-Reservat beschränkt. Bis 1977 erholten sich die Bestände dank greifender Schutzmaßnahmen und die Tiere konnten in mehreren Reservaten wieder angesiedelt werden. Zwölf Tiere wurden 1960/61 auch im Ramit-Reservat angesiedelt, das eigentlich nicht über nennenswerte Bestände der Flussvegetation (Tugai) verfügt, die sonst das typische Habitat des Bucharahirsches darstellt. Die Tatsache, dass sich die Tiere hier gut vermehrten, deutet darauf hin, dass der Bucharahirsch ursprünglich auch die Berge der Region bewohnt hat. Bis 1977 hatte sich die Zahl der Hirsche wieder auf mehr als 900 Tiere erhöht. Anhaltende Wilderei und der Zusammenbruch der Sowjetunion führte seit den späten 1980er Jahren zu drastischen Bestandsrückgängen. Ende der 1990er Jahre waren die Bestände auf 350–400 Tiere in ganz Zentralasien gefallen und erreichten damit annähernd den Tiefpunkt der 1960er Jahre. Mit Unterstützung des WWF erholten sich die Bestände bis 2006 wieder auf etwa 1000 Tiere. Die Hirsche konnten mittlerweile in weiteren Schutzgebieten, wie dem Altyn-Emel-Nationalpark in Kasachstan angesiedelt werden.
Dank der Bemühungen des Kölner Zoos, der das Internationale Zuchtbuch für diese Hirschart führt, wurde ein Europäisches Erhaltungszuchtprogramm geschaffen, das die Population in den europäischen Zoos bis auf 80 Individuen stiegen ließ. Mit Hilfe eines wissenschaftlichen Institutes für Wildbiologie aus Frankreich wurde in Usbekistan eine Zuchtstation geschaffen, in der die Population wieder ansteigt. Im Tigrowaja-Balka-Reservat in Tadschikistan lag der Bestand 2011 nach unterschiedlichen Einschätzungen zwischen 130 und 270 Exemplaren.

### Einzelbelege
1. 1 2  Meirav Meiri, Pavel Kosintsev, Keziah Conroy, Shai Meiri, Ian Barnes und Adrian Lister: Subspecies dynamics in space and time: A study of the reddeer complex using ancient and modern DNA andmorphology. Journal of Biogeography 45, 2018, S. 367–380, doi:10.1111/jbi.13124
2. ↑  Christian J. Ludt, Wolf Schroeder, Oswald Rottmann und Ralph Kuehn: Mitochondrial DNA phylogeography of red deer (Cervus elaphus). Molecular Phylogenetics and Evolution 31, 2004, S. 1064–1083, doi:10.1016/j.ympev.2003.10.003
3. 1 2  Christian Pitra, Joerns Fickel, Erik Meijaard und P. Colin Groves: Evolution and phylogeny of old world deer. Molecular Phylogenetics and Evolution 33, 2004, S. 880–895
4. ↑  Colin Groves und Peter Grubb: Ungulate Taxonomy. Johns Hopkins University Press, 2011, S. 1–317 (S. S. 71–107)
5. ↑  Rita Lorenzini und Luisa Garofalo: Insights into the evolutionary history of Cervus (Cervidae, tribe Cervini) based on Bayesian analysis of mitochondrial marker sequences, with first indications for a new species. Journal of Zoological Systematics and Evolutionary Research 53 (4), 2015, S. 340–349  doi:10.1111/jzs.12104
6. ↑  S. Mattioli: Family Cervidae (Deer). In: Don E. Wilson und Russell A. Mittermeier (Hrsg.): Handbook of the Mammals of the World. Band 2: Hooved Mammals. Lynx Edicions, Barcelona 2011, ISBN 978-84-96553-77-4, S. 350–443 (S. 421–422)
7. ↑  Connor J. Burgin, Don E. Wilson, Russell A. Mittermeier, Anthony B. Rylands, Thomas E. Lacher und Wes Sechrest (Hrsg.): Illustrated Checklist of the Mammals of the World. Lynx Edicions, 2020, S. 314
8. ↑  IUCN Survival Service Commission. Deer Specialist Group: Threatened deer : proceedings of a working meeting of the Deer Specialist Group of the Survival Service Commission on the IUCN Threatened Deer Programme and a dossier on the planning of restoration programmes for threatened mammals with special reference to deer, held at Longview, Washington State, U.S.A., 26 September-1 October, 1977. Morges, Switzerland : International Union for Conservation of Nature and Natural Resources, 1978. ISBN 2-88032-201-4
9. ↑  Nationaler Bericht Tadschikistans zum ersten Treffen der Unterzeichner des Memorandum of Understanding concerning Conservation and Restoration of the Bukhara Deer (Cervus elaphus bactrianus), Bergen, Norwegen, 20. November 2011 (russisch,  PDF; abgerufen am 16. August 2011)